# Kristian Kreković
Kristian Kreković (* 28. Februar 1901 in Koprivna bei Tuzla, Bosnien-Herzegowina; † 21. November 1985 in Palma de Mallorca, Spanien) war ein jugoslawisch-peruanischer Maler des 20. Jahrhunderts. Bekannt wurde er durch Bilder, welche die Inkakultur der Vergangenheit und Gegenwart darstellen. Er betrieb auch Porträtmalerei und thematisierte vor allem die kroatische und spanische Kultur.

## Leben
Kristian Kreković wurde 1901 als Sohn des Forst- und Jagdmeisters am Wiener Hof in Koprivna im damals von Österreich-Ungarn okkupierten Bosnien geboren. Er war bereits seit seiner Kindheit an der Malerei interessiert, studierte an der Wiener Akademie und danach an der École des Beaux-Arts in Paris. 1925 stellte er im Salon der Französischen Künstler zum ersten Mal aus. 1928, bei der „Ausstellung Internationaler Kunst“ in Bordeaux, erhält er die Goldmedaille und Ehrenurkunde. Er heiratete die sprachgewandte Französin Sina, Tochter eines bekannten Chirurgen. Seine Werke unterschrieb er als „pintor croata“ oder als „pintor croata peruano“.
Eine Ausstellung des peruanischen Archäologen Julio C. Tallo, im Museum Trocadero in Paris, beeindruckte ihn so stark, dass er 1930 nach Peru reiste. In den Anden kam er in Kontakt mit den Nachfahren der Inka. Zudem vervollständigte er in Bibliotheken sein Wissen über die präkolumbische Zivilisation. Dieser Inkakultur widmete er dann einen ganzen Gemäldezyklus. Aber auch das Peru der Gegenwart thematisierte er. 1939 gingen, während eines Bombenangriffs auf Paris, ein Großteil seiner früheren Bilder verloren. Für das Unabhängige Staat Kroatiens (1941–1945) erarbeitete er Entwürfe für eine monumentale Umgestaltung der zentralen Platzes von Zagreb, des Jelačić-Platzes (u. a. Entwurf einer gigantischen „Kroatischen Ruhmeshalle“). Sein Gemäldezyklus mit Porträts kroatischen Könige und Personen aus kroatischen und bosnischen Geschichte (insgesamt 143), gingen verloren (1941 in Belgrad, während eines Luftangriffes?) und sind nur als schwarz-weiße Fotos erhalten.
Seine Werke wurden 1950 vom Philadelphia Museum of Art, Syracuse Museum of Fine Arts (seit 1968 Everson Museum of Fine Arts) und dem New Yorker Museum of the American Indians (heute im National Museum of the American Indian in Washington D.C.) angekauft. 1955 wurde er peruanischer Staatsbürger. Von 1955 bis 1958 wurden seine Werke unter dem Titel „Vergangenheit und Gegenwart des sagenhaften Peru“, in den Vereinigten Staaten, Spanien und Österreich gezeigt, wobei die Regierung Perus die Schirmherrschaft übernahm. Seine Werke sind dabei vollständig durchgezeichnet. Durch den Schwung seines Pinsels und den Gebrauch von beinah reinen Farben bekamen die Bilder eine impressionistische Note. Die peruanische Stadt Cusco, ehemalige Hauptstadt der Inka, verlieh ihn 1966 die Ehrenbürgerschaft und goldene Medaille.
Als angesehener Porträtmaler malte er u. a. Queen Mary von England, König Gustav von Schweden, Alexander von Jugoslawien, König Juan Carlos von Spanien und Mahatma Gandhi, mit dem er befreundet war. Er wurde nach 1945 überzeugter Humanist und Verfechter des Weltfriedens, was er auch in vielen Bildern thematisierte. 1975 überreichte er Papst Paul VI. zwei Gemälde mit dem Titel „Jungfrau des Friedens“.
1946 verließ er Jugoslawien. Von 1960 bis zu seinem Tod 1985 in Palma lebte er auf Mallorca. Während dieser Zeit malte er Bilder, die Spaniens Kultur und dabei speziell die der Balearen widerspiegeln. Seine Bilder sind u. a. in dem von ihm gegründeten Kreković-Museum in Palma zu sehen.